# Espurio Postumio Albino Regilense
Espurio Postumio Albino Regilense  (m. 380 a. C.) fue un político y militar romano del siglo IV a. C., perteneciente a la gens Postumia.

## Familia
Postumio fue miembro de los Postumios Albinos, una rama familiar patricia de la gens Postumia. Fue padre de Espurio Postumio Albino Caudino.

## Carrera pública
Fue elegido tribuno consular en el año 394 a. C. y, con su colega Cayo Emilio Mamercino, se le asignó la guerra contra los ecuos. Tras derrotarlos en el campo de batalla, se dedicó a devastar su territorio mientras Mamercino se atrincheraba en la fortaleza de Verrugo. Debido al desorden con el que condujo las operaciones, fue atacado por sorpresa por los ecuos que le obligaron a retirarse a unas colinas cercanas a Verrugo, donde Postumio les echó en cara su conducta con duras palabras y les ordenó que contraatacaran. Sin embargo, los ecuos se adelantaron y les salerion al paso por la noche. En el combate que siguió, el resultado fue indeciso. Las tropas guarnicionadas en esta fortaleza, pensando que Postumio había sido derrotado, huyeron despavoridas a Tusculum a pesar de los intentos de Mamercino por evitarlo. Viendo a la mañana los soldados que en realidad la suerte no había sido tan adversa, y exhortados por el propio Postumio, los romanos derrotaron definitivamente a los ecuos.
En el año 380 a. C. fue elegido censor, pero murió durante el ejercicio del cargo.